# Stokes (Mondkrater)
Stokes ist ein relativ kleiner Einschlagkrater am äußersten westlichen Rand der Mondvorderseite.

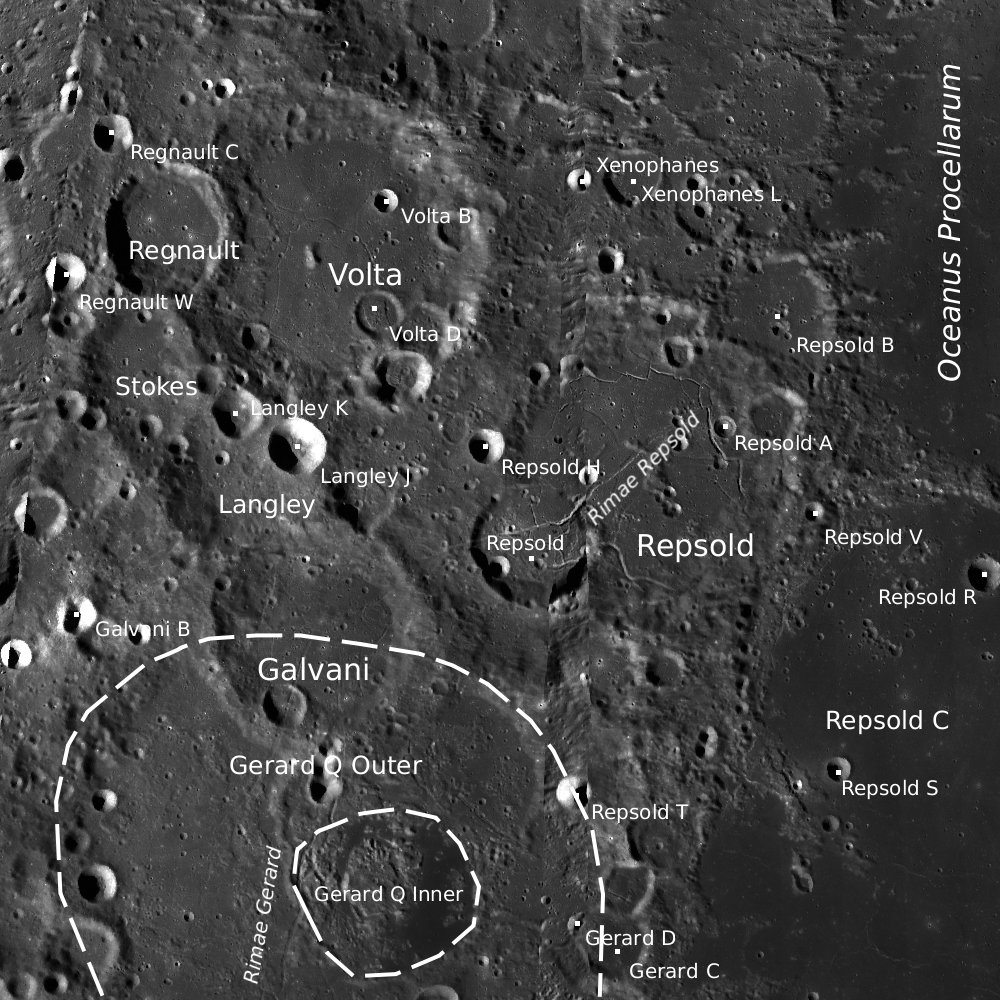
Stokes, südwestlich von Volta (LROC-WAC)

Der Krater ist nur bei günstiger Libration von der Erde aus sichtbar, und dann nur stark verzerrt. Er liegt westlich des Oceanus Procellarum am südwestlichen Rand des Kraters Volta, zwischen den etwa gleich großen Kratern Regnault im Norden und Langley im Süden.
Der Kraterrand ist mäßig erodiert, im Kraterinneren findet sich ein 1,39 km hoher Zentralberg.
Der Krater wurde 1964 von der IAU nach dem irischen Physiker George Gabriel Stokes offiziell benannt.